# Акція (політика)
Акція (від лат. actio — «діяльність») — суспільні політичні дії, які мають на меті привернути увагу до чогось.
Нерідко акції не мають чіткої довгострокової мети та не пов'язані з іншими заходами, до яких залучені їхні учасники. Часто немає системи чи закономірності проведення акцій, важко визначити ієрархію, структуру спільників, і водночас легко виділити неформальних лідерів та учасників. Діяльність, у якій акцент переноситься з мети справи (який може взагалі бути) на привернення уваги. Акціонізм приваблює блискавичними діями. В акції важлива незакінченість процесу та можливість для людей, які стали свідками акції, взяти у ній участь. Головна мета в акціонізмі — привернути увагу ЗМІ та людей «тут і зараз». Акції мають спільні риси зі стихійними виступами.